# Boom Boom (album John Lee Hooker)
| Recensione | Giudizio |
| ---------- | -------- |
| Discogs    |          |

Boom Boom è un album musicale dell'artista statunitense John Lee Hooker, pubblicato nel 1992.

## Tracce
1. Boom Boom – 4:18 – Chitarra e Voce: J.L.Hooker; Chitarra: Jimmy Vaughan; Batteria: K. Hayes; Basso: R.Cousin; Tastiere: J. Pugh
2. I'm Bad Like Jesse James – 2:13 – Chitarra e Voce: J.L.Hooker
3. # Same Old Blues Again – 6:10 – Chitarra e Voce: J.L.Hooker; Chitarra: R. Cray; Chitarra: T. Kaihatsu; Batteria: K. Hayes; Basso: R.Cousin; Tastiere: J. Pugh
4. Sugar Mama – 4:03 – Chitarra e Voce: J.L.Hooker
5. Trick Bag (Shoppin' For My Tombstone) – 4:37 – Chitarra e Voce: J.L.Hooker; Pianoforte: M.Woods; Chitarra: R.Kirch; Chitarra: B.Jhonson; Basso: J.Guyett; Batteria: S. Mathews
6. Boogie At Russian Hill – 4:32 – Chitarra e Voce: J.L.Hooker; Chitarra: A.Collins; Chitarra: M. Obson; Chitarra: R.Kirch; Organo: Deacon Jones; Basso: J.Guyett; Batteria: B.Brown
7. Hittin' The Bottle Again – 2:20 – Chitarra e Voce: J.L.Hooker
8. Bottle Up And Go – 2:42 – Chitarra e Voce: J.L.Hooker; Basso: S.Ehrman; Chitarra e Armonica: J.Hammond; Batteria: S. Mathews
9. Thought I Heard – 4:33 – Chitarra e Voce: J.L.Hooker; Armonica: C. Musselwhite
10. I Ain't Gonna Suffer No More – 6:24 – Chitarra e Voce: J.L.Hooker; Chitarra: M. Obson; Chitarra: R.Kirch; Organo: Deacon Jones; Basso: J.Guyett; Batteria: B.Brown